# 腹肋骨

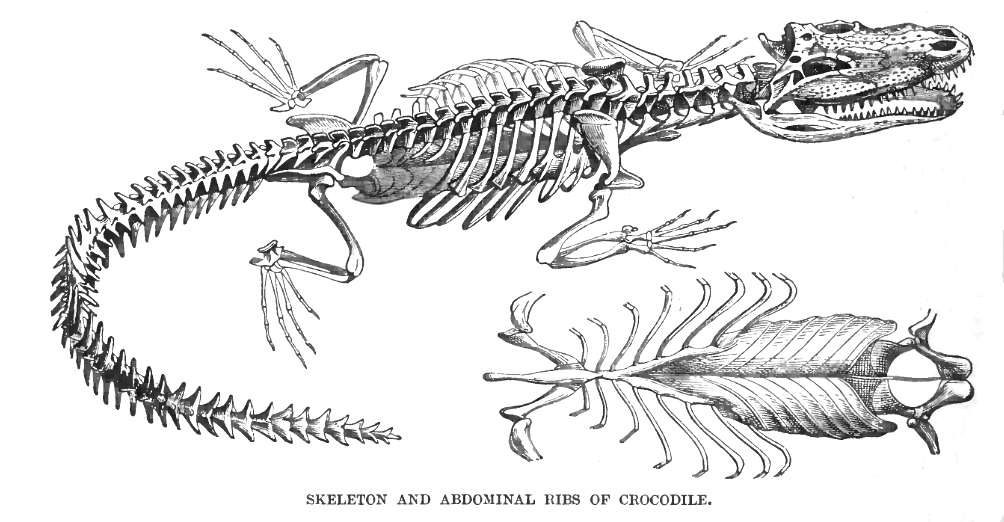
鱷類的腹肋骨

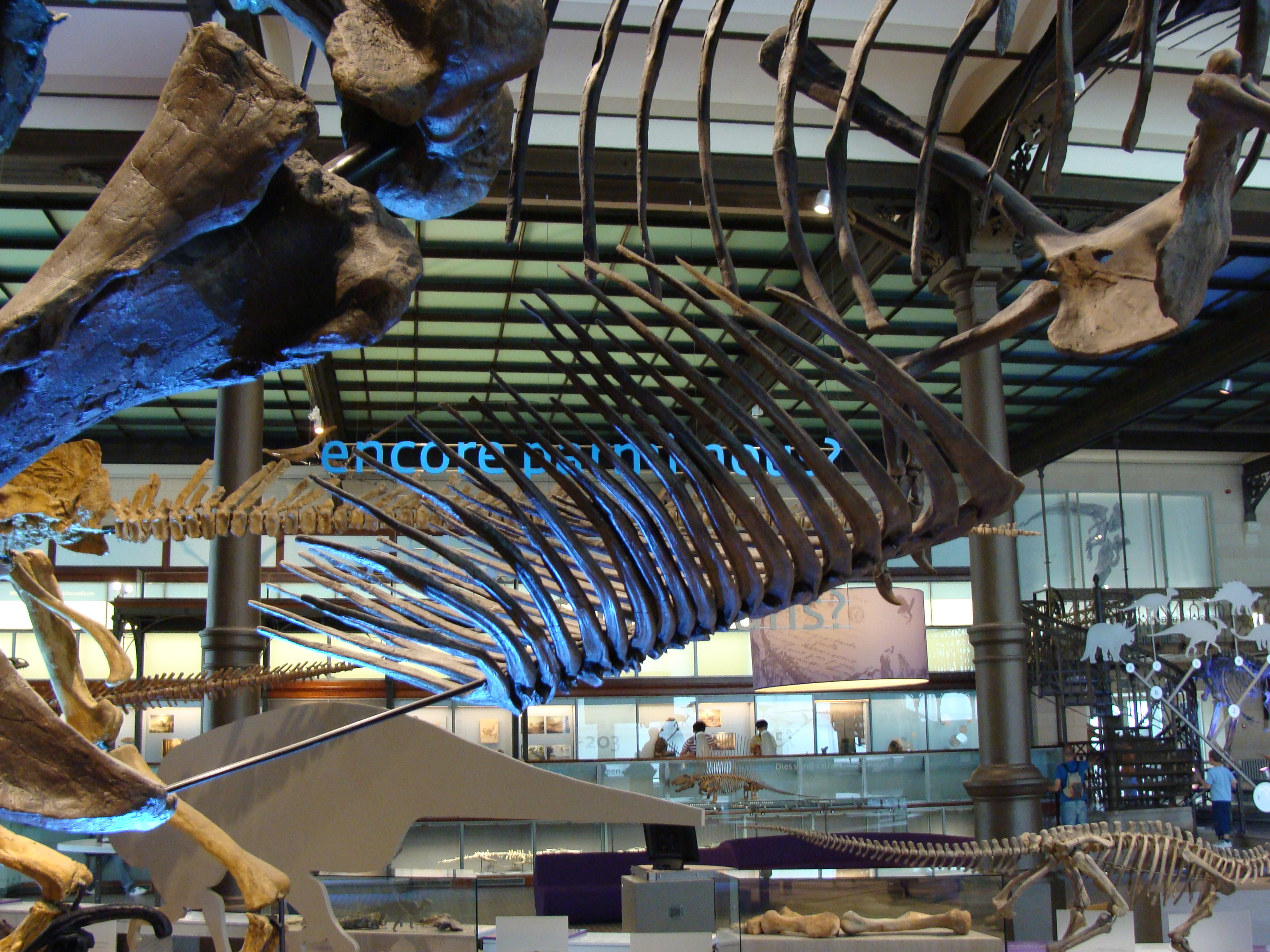
君王暴龍的腹肋骨

腹肋骨（英語：gastralium）是在現代鱷魚和喙頭蜥的腹壁中發現的皮膜骨。它們位於胸骨和骨盆之間，不與椎骨相連。在這些爬行動物中，腹肋骨為腹部和腹部肌肉的附著部位提供支撐。腹肋骨可能源自扇鰭綱或者早期四足类（例如：棘石螈属）動物身體中發現的腹鱗，並且可能與烏龜腹甲有關。並不是所有同源的軟骨結構都能在蜥蜴和喙頭蜥的腹側體壁中發現。這些結構被稱為銘刻肋骨（inscriptional ribs），因為它們據研究與銘腱索（inscriptiones tendinae，在人體內形成六塊腹肌的腱）相關。但是，如此胃部結構的命名仍然令人困惑。兩種類型都與胸肋骨（硬化的軟肋骨）一起被稱為腹肋骨（abdominal ribs），該術語的有效性有限，應避免使用（應當標註物種的名稱來加以區分）。 腹肋骨也存在於多種已滅絕的動物中，包括獸腳類和原蜥腳類恐龍、翼龍、蛇頸龍、離龍和一些原始的盤龍中。在恐龍中，這一結構沿中線呈鋸齒狀相互銜接，可能有助於呼吸。儘管它們曾被認為存在於某些鳥臀類恐龍和蜥腳類恐龍（最著名的是雷龍）中，但事實證明這一觀點是錯誤的。

## 古生物學
脆弱異特龍（Allosaurus fragilis）的標本USNM 8367包含幾個腹肋骨，這些腹肋骨保留了中間部分骨折後癒合的證據。一些骨折癒合不佳，“形成了假性關節炎”。 未成年的詹氏異特龍（Allosaurus jimmadseni）的標本MOR 693也有腹肋骨 。
據Tugrugeen Shireh觀察，一具未成年的馳龍科恐龍的標本（2001年尚未在科學文獻中進行描述）也具有腹肋骨。
一具未被確認的霸王龍標本TMP97.12.229的腹肋骨骨折並癒合。